# Roccantica
Roccantica és un comune (municipi) de la província de Rieti, a la regió italiana del Laci, situat a uns 50 km al nord-est de Roma i a uns 15 km al sud-oest de Rieti. A 1 de gener de 2019 la seva població era de 553 habitants.
Hi destaquen les esglésies gòtiques de Sant Valentí i Santa Caterina; aquest darrera conserva frescos del segle xiv.